# Wingy Manone
Wingy Manone fue un cornetista, trompetista, cantante, director de orquesta y compositor norteamericano de jazz tradicional y swing, nacido en Nueva Orleans, Luisiana, el 13 de febrero de 1900, y fallecido en Las Vegas, Nevada, el 9 de julio de 1982.
Según algunos autores, el sobrenombre de "Wingy" le viene de la pérdida de uno de sus brazos, a los nueve años de edad, en un accidente de tranvía. No obstante este grave percance, Manone logró dominar perfectamente su instrumento, en un estilo alejado de lo usual entre los trompetas blancos (cuyo modelo era Bix Beiderbecke) y muy apegado a la tradición hot.

## Historial
Sus primeros trabajos fueron con bandas de los riverboats del río Misisipi, entre 1920 y 1923. Después estuvo trabajando con diversas bandas blancas de Nueva Orleans o St. Louis (Crescent City Jazzers, Acadian Serenaders...), antes de emigrar a Chicago y tomar contacto con los músicos de la ciudad (Jimmy McPartland, Muggsy Spanier, etc), grabando varios discos entre 1927 y 1929, y realizando giras por los Estados Unidos. A partir de 1934 se instala en Nueva York y dirige su propia banda, grabando para Brunswick y RCA, incluyendo sesiones con Benny Goodman y Red Nichols, y haciendo diversas giras.
En 1940 se traslada a Hollywood para trabajar en los estudios de cine y televisión, además de colaborar regularmente con Bing Crosby, hasta 1955, año en que se traslada a Las Vegas. En lo sucesivo realizará solamente giras y actuaciones en festivales, con carácter esporádico.
Ha intervenido como actor en varias películas (Rhythm of the river, 1940, y Hi-ya sailor, 1943), y se publicó una autobiografía, en 1948. En 2001, un tema suyo incluido en la película El curioso caso de Benjamin Button, fue nominado a los Oscars.